# ستانيساو غابيسكي
ستانيساو غابيسكي (بالألمانية: Stanisław Głąbiński)‏ (25 فبراير 1862 - 14 أغسطس 1941  ) هو سياسيًا بولنديًا وأكاديميًا ومحاميًا وكاتبًا من مواليد 25 فبراير 1862 في مدينة سكولي، الآن تقع في لفيف ، أوكرانيا وهو أستاذ في جامعة لوو ، و عميد قسم القانون في الفترة (1889-1890) ورئيس الجامعة في الفترة (1908-1909) ، وكان أيضًا ناشطًا في حركة الديمقراطية الوطنية البولندية، وفي عام 1911 خلال الفترة من يناير إلى يونيو، كان وزيراً للسكك الحديدية في حكومة برئاسة ريتشارد فون بينيرث-شمرلينج. وفي عام 1918 كان وزير الخارجية الثالث والأخير لمملكة بولندا (1916-1918) قبل تحول المملكة إلى الجمهورية البولندية الثانية .
عارض غابيسكي انتخاب أول رئيس للجمهورية البولندية الثانية مع أصوات اخري من الأقلية تم توقيع إعلان مشترك ينص على: «سنرفض أي نوع من الدعم لحكومة يرشحها الرئيس الذي فرضته الجنسيات الأجنبية - اليهود والألمان والأوكرانيين». 
في عام 1923 شغل منصب وزير التعليم والدين. كان عضوا قياديا في الاتحاد الوطني الشعبي وفي وقت لاحق في الحزب الوطني، وفي الفترة 1919-1928 كان نائب لمجلس النواب ، وفي الفترة 1928-1935 نائب لمجلس الشيوخ .
بعد الغزو السوفيتي لبولندا عام 1939 ، تم اعتقاله من قبل السوفيت، وتم نقله إلى سجن لوبيانكا، وتوفي في 14 أغسطس 1941 عن عمر يناهز 79 عامًا.

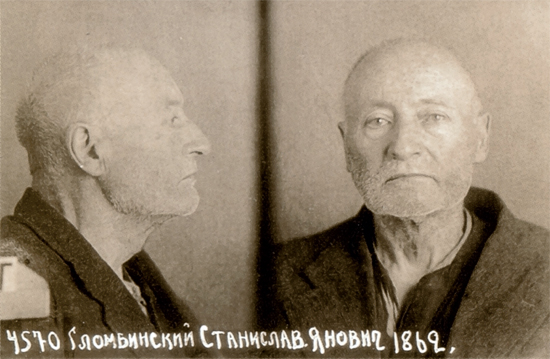
صورت في معسكر اعتقال تابع لـ NKWD ، 1940